# Перекисное окисление липидов
Перекисное окисление липидов (ПОЛ) — окислительная деградация липидов, происходящая, в основном, под действием свободных радикалов. Одно из главных последствий радиоактивного облучения.
В числе продуктов этого процесса — малондиальдегид и 4-гидроксиноненал.
Реакции биологического окисления сопровождаются образованием свободных радикалов — частиц, имеющих на внешней валентной орбитали неспаренный электрон. Это обусловливает высокую химическую активность этих радикалов. Например, они вступают в реакцию с ненасыщенными жирными кислотами мембран, нарушая их структуру. Антиоксиданты предотвращают свободнорадикальное окисление.
Через стадию перекисных производных ненасыщенных жирных кислот осуществляется биосинтез простагландинов и лейкотриенов, а тромбоксаны, оказывающие мощное влияние на адгезивно-агрегационные свойства форменных элементов крови и микроциркуляцию, сами являются гидроперекисями. Образование гидроперекисей холестерина — одно из звеньев в синтезе некоторых стероидных гормонов, в частности, прогестерона.

## Инициирование
Инициирование — это этап, на котором образуется жирная кислота радикал. Наиболее заметными инициаторами в живых клетках являются активные формы кислорода (АФК), такие как OH· и HOO·, которые в сочетании с атомом водорода образуют воду и радикал жирной кислоты.

## Распространение
Радикал жирной кислоты не является очень стабильной молекулой, поэтому он легко реагирует с молекулярным кислородом, создавая тем самым пероксильный радикал жирной кислоты. Этот радикал также является нестабильной разновидностью, которая реагирует с другой свободной жирной кислотой, образуя другой радикал жирной кислоты и пероксид липида или циклический пероксид, если он прореагировал сам с собой. Этот цикл продолжается, поскольку новый радикал жирной кислоты реагирует таким же образом.

## Прекращение
Когда радикал реагирует с нерадикалом, он может образовать другой радикал, поэтому этот процесс называется «механизмом цепной реакции». Радикальная реакция прекращается, когда два радикала реагируют и образуют нерадикальную разновидность. Это происходит только тогда, когда концентрация радикальных частиц настолько высока, что существует высокая вероятность столкновения двух радикалов. В живых организмах есть разные молекулы, которые ускоряют терминацию, нейтрализуя свободные радикалы и, следовательно, защищая клеточную мембрану. Антиоксиданты, такие как витамин C и витамин E, могут ингибировать перекисное окисление липидов. Дейтерированные полиненасыщенные жирные кислоты подавляют перекисное окисление липидов даже при относительно низких уровнях включения в мембраны.